# Друга Александровка
Друга Алекса́ндровка (рос. Вторая Александровка) — село у складі Сарактаського району Оренбурзької області, Росія.
Стара назва — Александровка.

## Географія
Знаходиться на відстані приблизно 38 кілометрів по прямій на північний захід від районного центру селища Саракташ.

## Історія
Село засноване в 1818 поміщиком Тимашевим, названа на честь свого новонародженого сина. До кінця ХІХ століття в Олександрівці було збудовано три водяні млини, працював відомий базар. Тут були пивна та чайна харчевня, 12 магазинів та кіосків, 7 кустарних майстерень, 13 заїжджих будинків. У 1929 році в Олександрівці створюється колгосп «12 років Жовтня», а невдовзі й Олександрівська МТС.

## Населення
Населення — 479 осіб (2010; 601 у 2002).
Національний склад (станом на 2002 рік):
- росіяни — 84 %